# Schönwalde-Glien
Schönwalde-Glien – gmina w Niemczech w kraju związkowym Brandenburgia, w powiecie Havelland. Gmina graniczy bezpośrednio z aglomeracją Berlina.

## Geografia
Gmina położona jest nad północno-zachodnią granicą berlińskiej dzielnicy Spandau. Obejmuje tereny w nizinie Havelländisches Luch (łęgów nadhawelskich) jak i na morenie dennej Ländchen Glien (z języka połabskiego: „gliniany kraj”).
Gmina Schönwalde-Glien według koncepcji wspólnego planowania krajowego Berlina i Brandenburgii należy do Parku Regionalnego „Krämer Forst”.

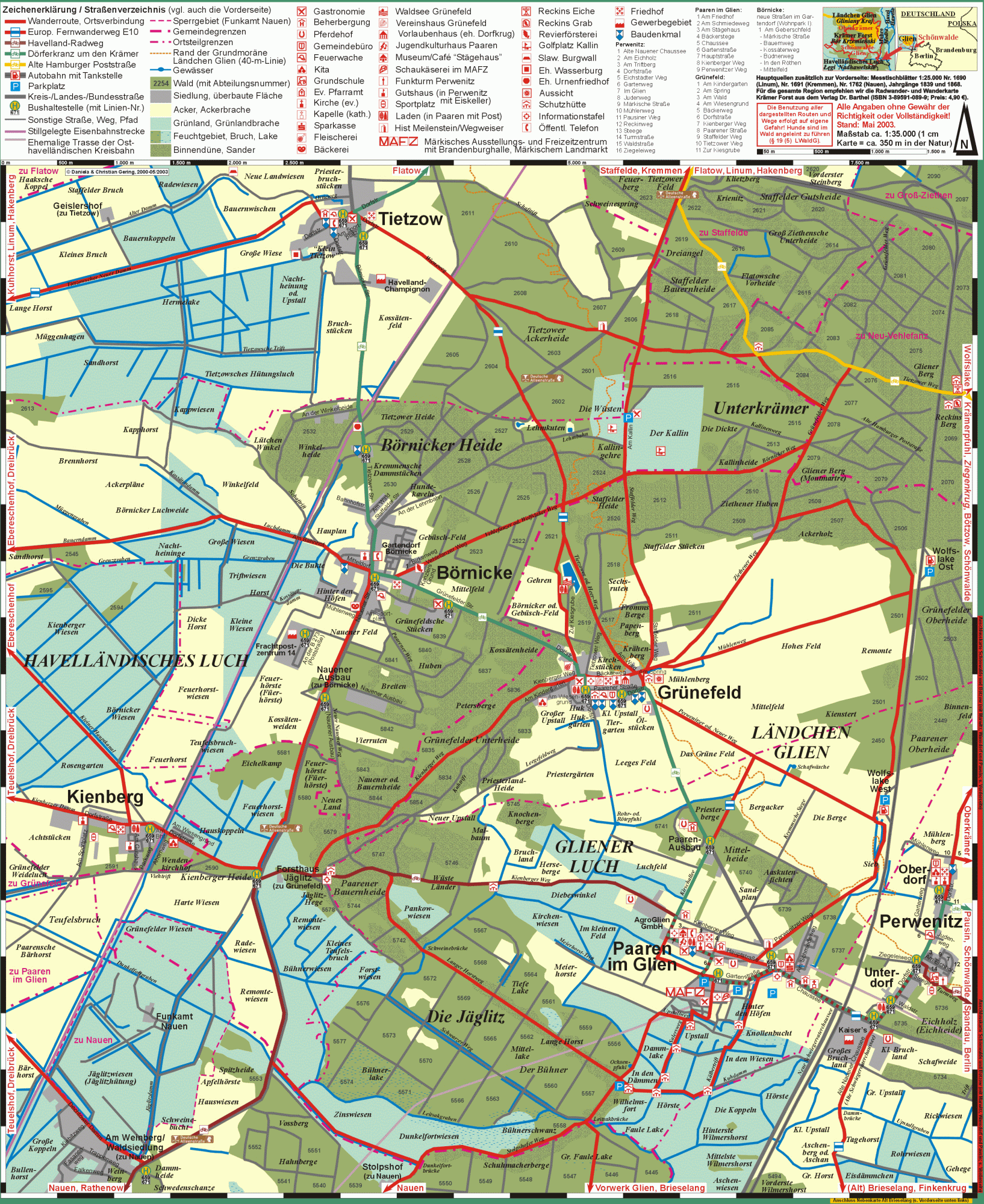
Mapa Gminy Schönwalde-Glien, część zachodnia
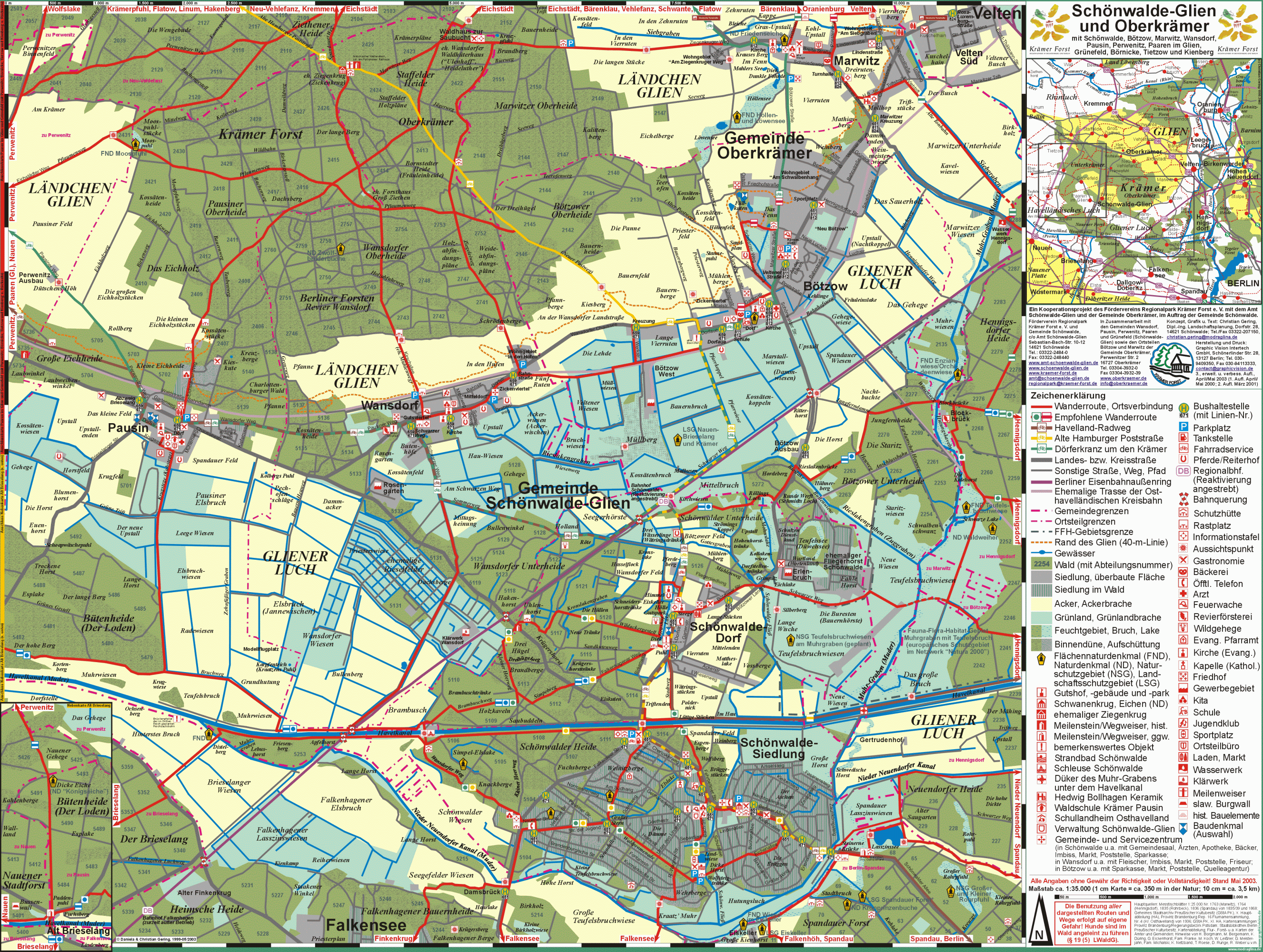
Mapa Gminy Schönwalde-Glien, część wschodnia

## Dzielnice
W skład gminy wchodzą następujące dzielnice:
- Grünefeld
- Paaren im Glien
- Pausin
- Perwenitz
- Schönwalde-Dorf
- Schönwalde-Siedlung
- Wansdorf

## Współpraca
Miejscowości partnerskie:
- Muggensturm, Badenia-Wirtembergia
- Wągrowiec, Polska